# WWE NXT (텔레비전 프로그램)
NXT는 현지시각 2월 16일을 끝으로 ECW 방영을 종료하고 1주일 뒤인 2월 23일에 출범 및 방영을 시작했다. 미국 현지에서는 nxt.wwe.com에서 중부시각 화요일 밤 9시에 방영 중이다. 이 쇼는 기존의 ECW와는 다른 리얼리티 쇼를 표방하는 것으로 알려지고 있다.
시즌 1 우승자부터 시즌 3우승자까지는 챔피언 타이틀에 도전할 수 있는 기회를 주었다. 하지만 시즌 4우승자에게는 프로와 함께 태그팀 챔피언 타이틀에 도전할 수 있는 기회로 변경되었다. 시즌 5는 리뎀션이라는 이름의 패자부활전 형태로 진행되며 시즌 1 ~ 시즌 2, 시즌4에서 탈락했던 루키들에게 다시 기회를 주게 되었다. 시즌6는 산하단체 FCW와 합동 녹화를 실시하며 프로(메토)가 없이 루키 (신인)들만으로 쇼가 진행되고, 러와 스맥다운과 같이 GM이 존재하게 되었다. 2012년 8월 기존의 산하단체 FCW과 통합되면서 NXT 레슬링이 출범하였다.

## NXT 시즌 1 (2010년 2월 23일 ~ 2010년 6월 1일)

### 루키
- 웨이드 바렛 (우승)
- 데이비드 오텅가 (준우승)
- 저스틴 가브리엘 (2010년 6월 1일 탈락)
- 히스 슬레이터 (2010년 5월 25일 탈락)
- 대런 영 (2010년 5월 18일 탈락)
- 스킵 셰필드 (2010년 5월 11일 탈락)
- 다니엘 브라이언 (2010년 5월 11일 탈락)
- 마이클 타버 (2010년 5월 11일 탈락)

### 프로
- 크리스 제리코 (가수활동 중)
- 매트 하디 (방출)
- 월리엄 리갈
- 더 미즈
- CM 펑크 (자진 방출)
- 칼리토 (방출)
- 크리스챤 (방출,은퇴)
- R-트루스

### WWE 챔피언 경력 및 근황
- 웨이드 바렛 : WWE 인터콘티넨탈 챔피언 3회, 싱글레슬러(방출)
- 데이비드 오텅가 : WWE 태그팀 챔피언 2회, 싱글레슬러
- 저스틴 가브리엘 : WWE 태그팀 챔피언 3회, 싱글레슬러(방출)
- 히스 슬레이터 : WWE 태그팀 챔피언 3회, 태그팀 슬레이터 게이터(with 타이터스 오닐)
- 대런 영 : 싱글레슬러
- 스킵 셰필드 : WWE 인터콘티넨탈 챔피언 1회 , 라이백(개명)(방출)
- 다니엘 브라이언 : WWE 유나이티드 스테이츠 챔피언 1회, WWE 태그팀 챔피언 1회, 월드 헤비웨이트 챔피언 1회, WWE 챔피언 2회, WWE 월드 헤비웨이트 챔피언 1회, WWE 인터콘티넨탈 챔피언 1회(스맥다운 단장)
- 마이클 타버 : (방출)

## NXT 시즌 2 (2010년 6월 8일 ~ 2010년 8월 31일)

### 루키
- 카발 (우승)
- 마이클 맥길리커티 (준우승)
- 알렉스 라일리 (2010년 8월 31일 탈락)
- 허스키 해리스 (2010년 8월 16일 탈락)
- 퍼시 왓슨 (2010년 8월 16일 탈락)
- 럭키 캐넌 (2010년 8월 9일 탈락)
- 일라이 코튼우드 (2010년 7월 27일 탈락)
- 타이투스 오닐 (2010년 6월 29일 탈락)

### 프로
- 코디 로즈 (방출,TNA에서 활동중)
- 존 모리슨 (방출)
- 몬텔 본테비어스 포터 (방출,TNA에서 활동 중)
- 잭 라이더
- 레일라 & 미쉘 맥쿨 (은퇴)
- 마크 헨리
- 코피 킹스턴
- 더 미즈

### WWE 챔피언 경력 및 근황
- 카발 : 자진 방출 요청
- 마이클 맥길리커티 : WWE 태그팀 챔피언 1회 , WWE 인터콘티넨탈 챔피언 1회 , 커티스 액슬 (개명)
- 알렉스 라일리
- 허스키 해리스 : 브레이 와이엇 (개명) , 스테이블 와이엇 패밀리(with 루크 하퍼 , 에릭 로완)
- 퍼시 왓슨 : (FCW 강등)
- 럭키 캐넌 : (FCW 강등)
- 일라이 코튼우드 : (FCW 강등)
- 타이터스 오닐 : 태그팀 슬레이터 게이터(with 히스 슬레이터)

## NXT 시즌 3 (2010년 9월 7일 ~ 2010년 11월 30일)

### 루키
- 케이틀린 (우승)
- 나오미 (준우승)
- A.J. (2010년 11월23일 탈락)
- 악사나 (2010년 11월16일 탈락)
- 맥신 (2010년 11월2일 탈락)
- 제이미 (2010년 10월5일 탈락)

### 프로
- 켈리 켈리 (방출)
- 앨리샤 폭스
- 골더스트
- 브리 벨라 & 니키 벨라(벨라 트윈스)(브리 벨라 은퇴)
- 프리모
- 비키 게레로 (은퇴)

### WWE챔피언 경력 및 근황
- 현 소속 브랜드
  - 케이틀린 : WWE 디바스 챔피언 1회 (퇴사)
  - 나오미 : 브로더스 클레이의 댄서 펑커댁틸스 활동
  - A.J. : WWE 디바스 챔피언 3회 , A.J.Lee (개명) (은퇴)
  - 악사나 (방출)
  - 맥신 (방출)
  - 제이미 (방출)

## NXT 시즌 4 (2010년 12월 7일 ~ 2011년 3월 1일)

### 루키
- 자니 커티스 (우승)
- 브로더스 클레이 (준우승)
- 데릭 베이트먼 (2011년 2월 22일 탈락)
- 바이런 색스턴 (2011년 2월 8일 탈락)
- 코너 오브라이언 (2011년 1월 17일 탈락)
- 제이콥 노박 (2011년 1월 4일 탈락)

### 프로
- 다니엘 브라이언
- 알베르토 델 리오
- R-트루스
- 크리스 매스터스 (방출)
- 테드 디비아시 & 마리즈 (방출)
- 돌프 지글러 & 비키 게레로

### 프로 변경 사항
| 루키            | 초기의 프로               | 현재의 프로               |
| --------------- | ------------------------- | ------------------------- |
| 데릭 베이트먼   | 다니엘 브라이언           | 다니엘 브라이언           |
| 코너 오브라이언 | 알베르토 델 리오          | 테드 디비아시 & 마리즈    |
| 자니 커티스     | R-트루                    | R-트루                    |
| 바이런 색스턴   | 크리스 매스터스           | 돌프 지글러 & 비키 게레로 |
| 브로더스 클레이 | 테드 디비아시 & 마리즈    | 알베르토 델 리오          |
| 제이콥 노박     | 돌프 지글러 & 비키 게레로 | 크리스 매스터스           |

### WWE 챔피언 경력 및 근황
- 현 소속 브랜드
  - 자니 커티스 : 판당고 (개명)
  - 브로더스 클레이
  - 데릭 베이트먼 (FCW 강등)
  - 바이런 색스턴 (FCW 강등)
  - 코너 오브라이언 (FCW 강등)
  - 제이콥 노박 (FCW 강등→방출)

## NXT 리뎀션 (2011년 3월 8일 ~ 2012년 6월 13일)

### 루키
- 타이투스 오닐 (시즌 2)
- 데릭 베이트먼 (시즌 4, 우승)
- 대런 영 (시즌 1, 2011년 11월 19일 탈락)
- 코너 오브라이언 (시즌 4, 2011년 6월 28일 탈락)
- 럭키 캐넌 (시즌 2, 2011년 6월 14일 탈락)
- 바이런 색스턴 (시즌 4, 2011년 5월 31일 탈락)
- 제이콥 노박 (시즌 4, 2011년 5월 17일 탈락)

### 프로
- 차보 게레로 (방출)
- 블라디미르 코즐로프 (방출)
- 타이슨 키드
- JTG (방출)
- 혼스워글
- 요시 타츠 (방출)
- 다니엘 브라이언

### 프로 변경 사항
| 루키            | 초기의 프로         | 현재의 프로         |
| --------------- | ------------------- | ------------------- |
| 대런 영         | 차보 게레로         | 없음                |
| 럭키 캐넌       | 타이슨 키드         | 타이슨 키드         |
| 타이투스 오닐   | 혼스워글            | 혼스워글            |
| 코너 오브라이언 | 블라디미르 코즐로프 | 블라디미르 코즐로프 |
| 바이런 색스턴   | 요시 타츠           | 요시 타츠           |
| 제이콥 노박     | JTG                 | JTG                 |
| 데릭 베이트먼   | 다니엘 브라이언     | 다니엘 브라이언     |

## 같이 보기
- NXT 레슬링